# Adelognathus tenthredinarum
Adelognathus tenthredinarum är en stekelart som först beskrevs av Giraud 1872.  Adelognathus tenthredinarum ingår i släktet Adelognathus och familjen brokparasitsteklar. Arten är reproducerande i Sverige. Inga underarter finns listade i Catalogue of Life.